# Max Emendörfer
Max Emendörfer (* 2. Dezember 1911 in Tübingen; † 18. Juni 1974 in Ost-Berlin) war ein deutscher Widerstandskämpfer gegen den Nationalsozialismus und Journalist.

## Leben und Wirken
Der Schuhmacher Max Emendörfer trat 1931 der KPD bei. Nach der Machtergreifung der NSDAP wurde er mehrmals verhaftet. Im Oktober 1934 wurde er zu einem Jahr Gefängnis verurteilt, anschließend von 1935 bis 1937 war er im Konzentrationslager Esterwegen und dem Konzentrationslager Sachsenhausen inhaftiert. Um den Anwerbungsversuchen der Gestapo zu entgehen, meldete er sich freiwillig zur Wehrmacht. Seit Ende 1941 an der Ostfront stationiert, desertierte er im Januar 1942 zur Roten Armee. Emendörfer wurde Mitglied und Vizepräsident des im Juli 1943 von der sowjetischen Führung initiierten Nationalkomitees Freies Deutschland (NKFD), dem neben kommunistischen Emigranten wie Walter Ulbricht und Wilhelm Pieck vor allem Kriegsgefangene angehörten. Er wirkte auch als Frontbevollmächtigter dieser Organisation, die deutsche Wehrmachtssoldaten mittels Zeitungen und Rundfunksendungen zum Widerstand aufrief.
Im August 1945 kehrte er nach Berlin zurück, wo er unter dem Vorwand, V-Mann der Gestapo gewesen zu sein, zunächst erneut im Speziallager Nr. 7 – dem ehemaligen KZ Sachsenhausen – und ab 1947 in der Sowjetunion inhaftiert wurde. 1952 wurde er zu zehn Jahren Verbannung nach Sibirien verurteilt und 1956 in die DDR entlassen. Das Verfahren gegen ihn wurde wegen fehlenden Tatbestands eingestellt, was einer Rehabilitierung gleichkam. Er wurde daraufhin nach Halle (Saale) abgeschoben, wo er bis 1969 als Redakteur bei der SED-Bezirkszeitung Freiheit, der SED-Zeitung des Bezirks Halle, tätig war. Sein 1963 geborener Sohn Jan Emendörfer wurde ebenfalls Journalist.
Im Jahr 1990 rehabilitierte die Partei des Demokratischen Sozialismus Emendörfer politisch.

## Werke
- Rückkehr an die Front. Erlebnisse eines deutschen Antifaschisten. Berlin (Ost) 1972.